# Sélection de la ville hôte pour les Jeux olympiques de 2012
Les villes requérantes pour les Jeux olympiques d'été de 2012 étaient :
- La Havane, Cuba
- Istanbul, Turquie
- Leipzig, Allemagne
- Londres, Royaume-Uni
- Madrid, Espagne
- Moscou, Russie
- New York, États-Unis
- Paris, France
- Rio de Janeiro, Brésil

La commission exécutive du Comité international olympique a désigné le 18 mai 2004 cinq villes acceptées comme villes candidates, Paris, New York, Moscou, Londres et Madrid, qui ont alors entamé la deuxième phase de la procédure.
Le 15 novembre 2004, le CIO a reçu les dossiers de ces cinq villes candidates.

## Logos des villes candidates

Logo de la candidature de Londres (retenue)
Logo de la candidature de Madrid
Logo de la candidature de Moscou
Logo de la candidature de New York
Logo de la candidature de Paris

## Candidature de Londres

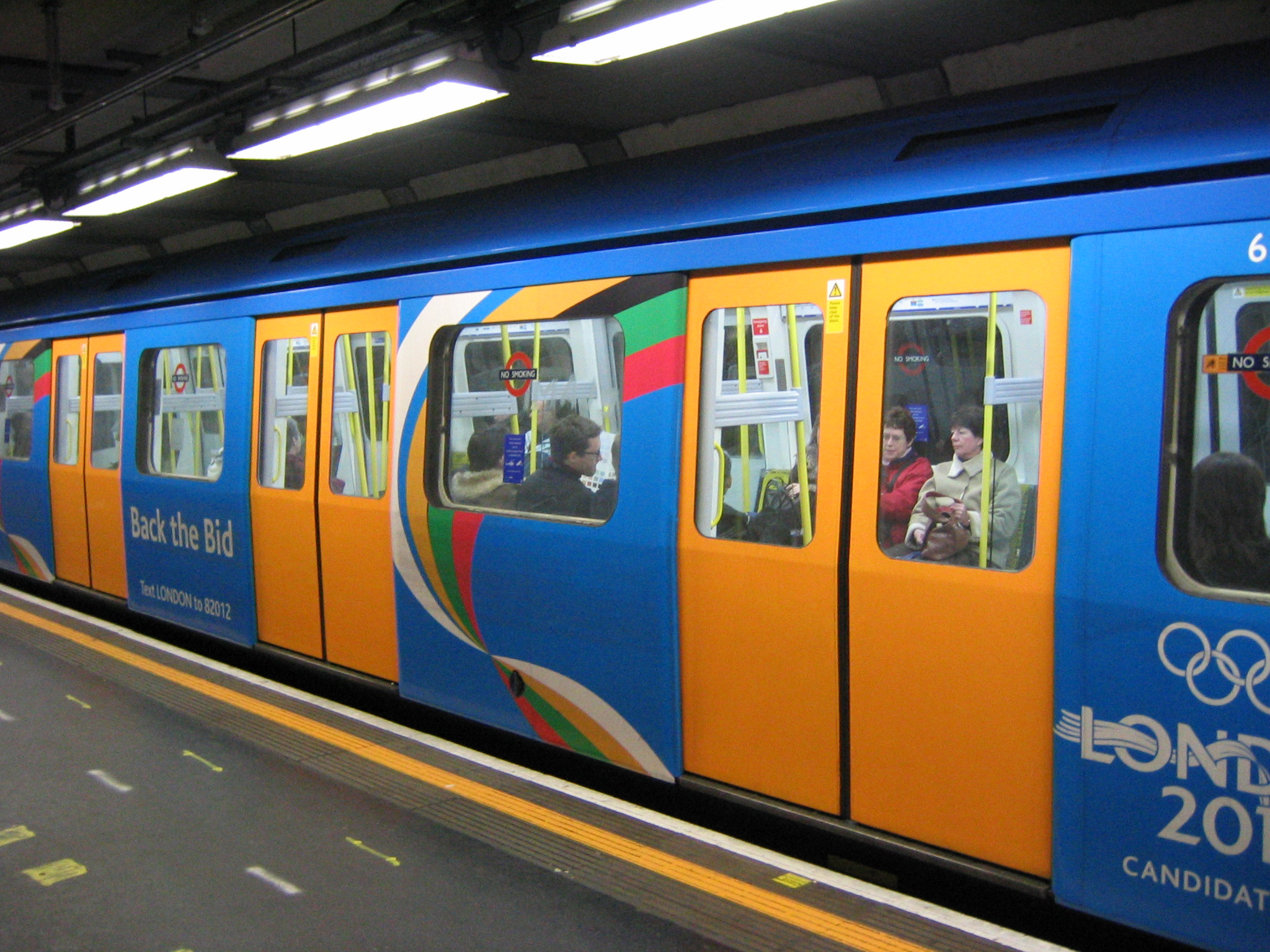
Métro londonien décoré pour promouvoir la candidature de la municipalité.

Le comité olympique britannique travaille sur des candidatures à l'organisation des Jeux olympiques d'été à Londres depuis 1997. En décembre 2000, un rapport a été présenté au gouvernement.
Le Royaume-Uni a eu trois villes candidates malheureuses depuis les années 1990 : Birmingham (1992) et Manchester (à deux reprises, en 1996 et 2000). Après ces échecs, le comité olympique britannique en a conclu que la seule ville capable de rivaliser avec d'autres métropoles candidates était la capitale du pays.
À cause du principe de rotation des continents dans l'organisation des Jeux, une ville d'Europe devrait probablement les organiser.
Le président du comité d'organisation de Londres 2012 est l'ancien athlète et champion olympique, Sebastian Coe.
Le 6 juillet à Singapour, après l'élimination de Moscou, New York et Madrid, le Comité international olympique désigne Londres pour accueillir les Jeux olympiques. C'est une surprise relative, car depuis le tout début du processus, Paris était désignée par la plupart comme la ville qui aurait le plus de chances de remporter les Jeux, d'autant plus que le projet de la ville de Londres a été validé au tout dernier moment. Le vote a été serré jusqu'à la fin, les deux villes n'étant séparées que de 4 votes : Londres, 54 ; Paris, 50.
De nombreuses interrogations sont néanmoins apparues quelques mois plus tard. Tout d'abord, une rumeur (aujourd'hui démentie officiellement) affirmait que la ville qui allait affronter Londres en finale aurait dû être Madrid et non Paris, car un membre aurait voté par erreur pour Paris au lieu de voter pour la capitale espagnole ; de cette rumeur est née une plus folle rumeur encore selon laquelle le comité anglais aurait trafiqué les boutons de vote de certains membres en pensant qu'ils auraient une plus grande chance de gagner contre Paris.

## Candidature de Paris

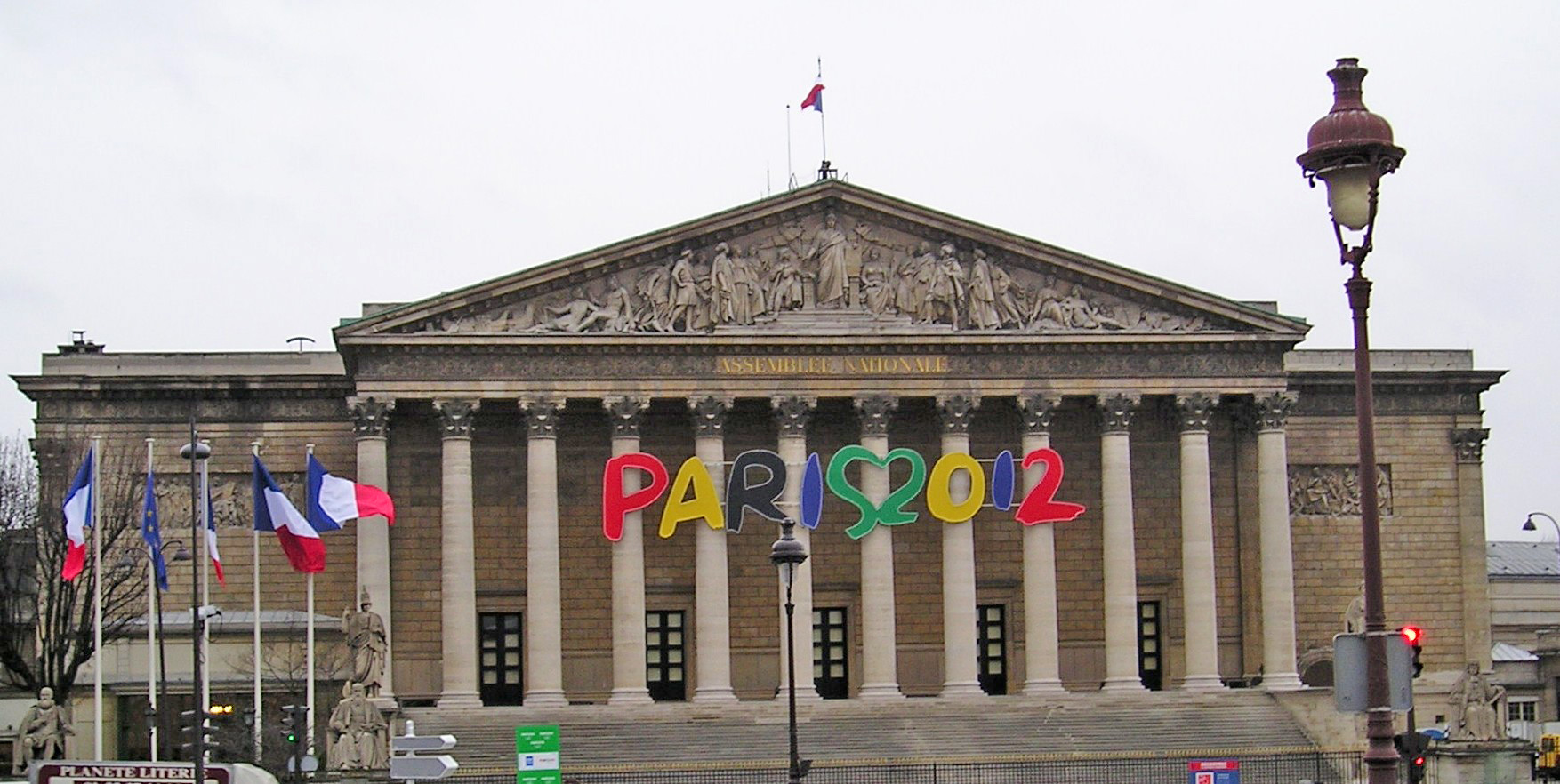
Le logo du comité de candidature sur la façade du palais Bourbon, en janvier 2005.

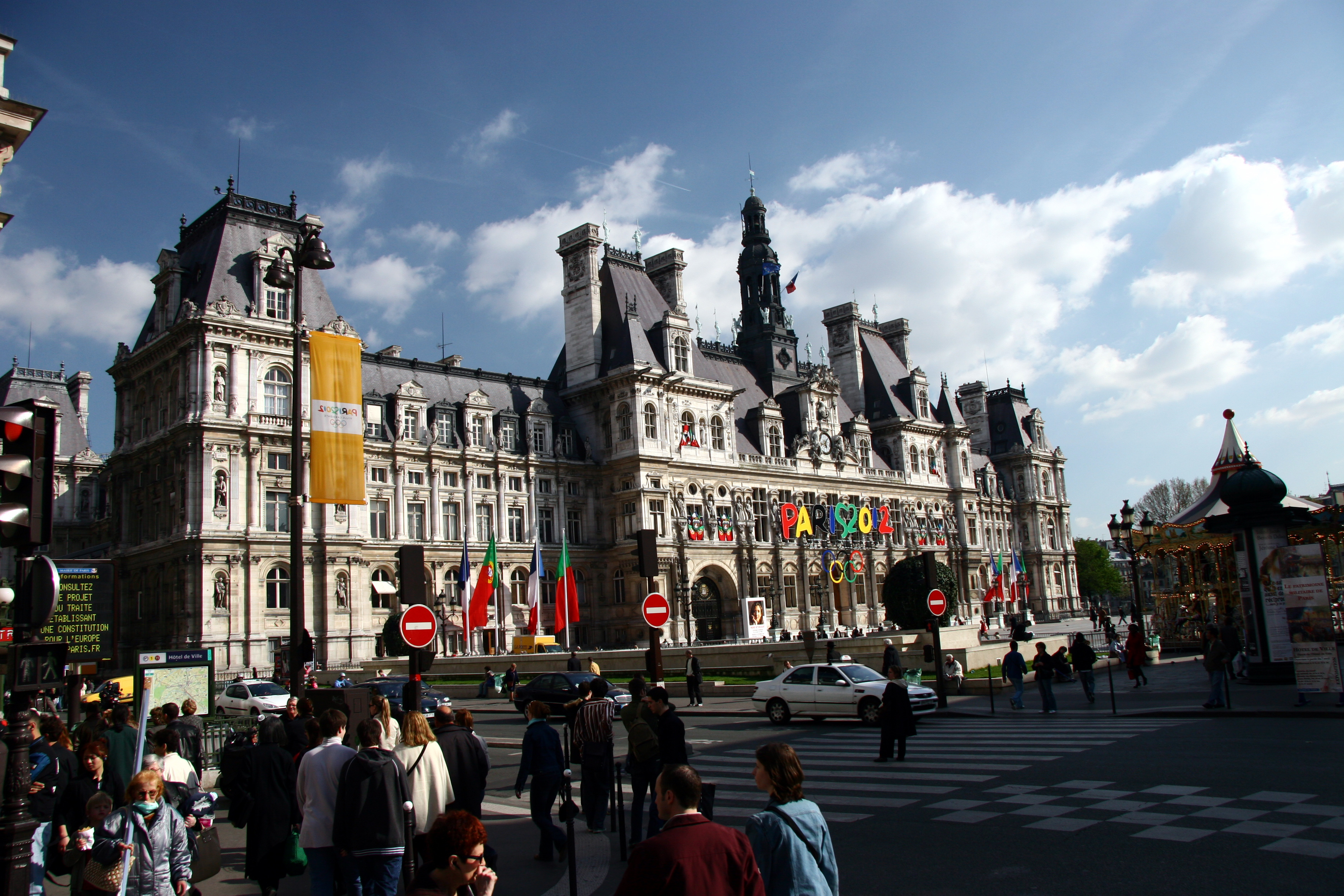
Le logo du comité de candidature sur la façade de l'Hôtel de Ville, en avril 2005.

Paris 2012 était le nom donné pour la candidature de la ville de Paris aux Jeux olympiques et paralympiques de 2012 après la déconvenue de Paris 1992 et Paris 2008. Cette dernière tentative avait souffert de la popularité de Pékin, archi-favorite, et de l'alternance des continents, usage qui plaidait en sa défaveur après Athènes 2004.

### Organisation

#### Le Comité Paris 2012
Le Comité national olympique et sportif français (CNOSF), la ville de Paris, la région Île-de-France et l’État ont constitué un groupement d’intérêt public « Paris-Île-de-France 2012 ». Présidé par Bertrand Delanoë, maire de Paris, le groupement avait pour mission de soutenir et de promouvoir la candidature de Paris à l'organisation des Jeux olympiques et paralympiques de 2012, à l'échelle nationale et internationale, en préservant l'idéal et l'esprit de l'olympisme et en respectant les directives fournies par le CIO.
La structure du groupement permettait d'associer des personnes publiques et privées. Il était composé du: 
- Comité fondateur, qui avait pour but d'adopter les décisions propres à assurer la réalisation des objectifs de la candidature. Il comprenait Bertrand Delanoë, Jean-François Lamour (ministre des sports), Jean-Paul Huchon (président du conseil régional d'Île-de-France), Henri Sérandour, Bertrand Landrieu, Marie-Claire Restoux, Arnaud Lagardère, Jean-Claude Killy, Guy Drut, Maurice Herzog et Alain Danet.

- Comité de direction, qui était chargé de conduire et de promouvoir la candidature de Paris 2012. Il comprenait Philippe Baudillon, Essar Gabriel, Armand de Rendinger, Étienne Thobois, Emmanuelle Obligis, Valérie Holzman, Valérie Atlan, Max Bouchet-Virette, Olivier Lenglet, Jérôme Lenfant et Paul Pelade.

- Comité de candidature, qui participait à la définition de la politique du groupement et déterminait la stratégie de la candidature. Il était composé de personnalités, aux compétences variées, aux sensibilités diverses, et d’horizons différents.

#### Club des entreprises Paris 2012
Le Club des entreprises Paris 2012 est une association loi de 1901 qui avait pour mission de soutenir la candidature de Paris 2012. Il entendait mobiliser, informer et faire participer à la candidature toutes les entreprises qui souhaitaient voir la France gagner l'organisation des Jeux en 2012. Il était présidé par Arnaud Lagardère. 
- Supporters officiels : sont membres supporters officiels les entreprises qui versent 1,5 million d'euros au profit de Paris 2012. Vingt groupes en faisait partie : Accenture, Accor, Airbus, Air France, Bouygues, Carrefour, Crédit agricole, EDF, France Télécom, GDF, Lafarge, Lagardère, LVMH, Publicis, la RATP, Renault, Sanofi-Aventis, Sodexho, Suez et VediorBis.

- Membres du club : toutes les entreprises françaises étaient invitées à faire partie du club des entreprises contre une participation de 1000 euros.

### Dates importantes
- 21 mai 2003 : Annonce officielle de la candidature de Paris par son maire Bertrand Delanoë «Nous requérons l'honneur d'organiser les Jeux olympiques de 2012. Nous sommes là pour gagner». Le slogan de campagne accompagnant le logo est « Paris 2012, des jeux de toutes les couleurs »[1].
- 11 novembre 2004 :  Un « pin’s » géant est installé sur la tour Eiffel aux couleurs de Paris 2012.
- 6 janvier 2005 : Plusieurs monuments et ponts de Paris sont éclairés des couleurs des anneaux olympiques (vert, jaune, rouge, noir et bleu) en l’honneur de la candidature française : Le Palais Bourbon qui héberge l'Assemblée nationale (rive gauche), l’hôtel de ville de Paris (rive droite) et quatre ponts de la Seine (pont Marie, pont de la Concorde, pont Saint-Michel et passerelle Debilly) arboreront jusqu’au 6 juillet 2005 le logo de Paris 2012.
- Du 9 mars au 12 mars 2005 : visite de la commission d'évaluation du CIO à Paris.
- 5 juin 2005 : Les Champs-Élysées se transforment en un immense terrain de sports.
- 6 juin 2005 : Remise du compte rendu technique du comité d'évaluation technique du CIO.
- 6 juillet 2005 : Désignation du candidat gagnant l'accueil des Jeux olympiques par les 120 membres du CIO lors d'une cérémonie à Singapour. Les villes de Moscou, puis New York, puis Madrid ont été éliminées. Paris est éliminée au dernier tour (50 voix contre 54 pour Londres).

### Dossier de candidature
Dossier de présentation : « Volume 1 »(Archive.org • Wikiwix • Archive.is • Google • Que faire ?) (présentation de Paris), Volume 2 (sites) et Volume 3 (organisation générale).

#### Le village olympique
Le but était de placer les 17 000 athlètes et accompagnateurs dans les meilleures conditions au cœur des Jeux. Le concept de Paris 2012, « un village, deux noyaux », plaçait le village olympique et paralympique dans Paris, à seulement 6 km des deux noyaux de sites de compétition regroupant 75 % des épreuves. Les voies olympiques, à proximité immédiate, auraient permis de garantir l’efficacité et les temps de déplacement : moins de dix minutes pour rejoindre les noyaux de sites.
L’aménagement d'une friche industrielle appartenant à la SNCF  dans le quartier des Batignolles, dans le 17e arrondissement est prévu des 2001, en intégrant l’hypothèse de village olympique. Après la décision du CIO, le projet Clichy-Batignolles prévoit la construction de logements, de bureau et d'un parc sur cette friche. Le projet doit s'achever en 2018. 
En 1992, c'est le site Bercy-Tolbiac qui avait été envisagé, et en 2008 La Plaine Saint-Denis mais la Commission d’évaluation avait souligné des problèmes de transports et de sécurité.

#### Sites sportifs
La candidature s'articulait autour de deux noyaux principaux :
- un noyau Nord autour du Stade de France
- un noyau Ouest établi autour du stade Roland-Garros

### Projet
| Site                              | Commune (zone)                        | Statut       | Sport olympique                             | Sport paralympique      |
| --------------------------------- | ------------------------------------- | ------------ | ------------------------------------------- | ----------------------- |
| Stade de France                   |                                       | Existant     | Cérémonies                                  | Cérémonies              |
| Stade de France                   | Athlétisme                            | Existant     | Athlétisme                                  |                         |
| Stade de France                   | Football (finale homme)               | Existant     | Athlétisme                                  |                         |
| Centre aquatique d'Aubervilliers  | 48° 55′ 09″ N, 2° 22′ 04″ E           | À construire | Natation                                    | Natation                |
| Centre aquatique d'Aubervilliers  | 48° 55′ 09″ N, 2° 22′ 04″ E           | À construire | Plongeon                                    | Natation                |
| Centre aquatique d'Aubervilliers  | 48° 55′ 09″ N, 2° 22′ 04″ E           | À construire | Natation synchronisée                       | Natation                |
| Centre aquatique d'Aubervilliers  | 48° 55′ 09″ N, 2° 22′ 04″ E           | À construire | Water-polo                                  | Natation                |
| Super dôme                        | 48° 53′ 59″ N, 2° 21′ 25″ E           | À construire | Gymnastique                                 | Basket-ball en fauteuil |
| Pavillon 1                        | 48° 54′ 54″ N, 2° 21′ 57″ E           | Temporaire   | Basket-ball                                 | Rugby-fauteuil          |
| Pavillon 2                        |                                       | Temporaire   | Boxe                                        | Goalball                |
| Pavillon 3                        |                                       | Temporaire   | Haltérophilie                               | Force athlétique        |
| Pavillon 4                        |                                       | Temporaire   | Tennis de table                             | Tennis de table         |
| Pavillon 5                        |                                       | Temporaire   | Lutte                                       | Volley-ball assis       |
| Pavillon 5                        | Taekwondo                             | Temporaire   |                                             | Volley-ball assis       |
| Pavillon 6                        |                                       | Temporaire   | Handball                                    | Boccia                  |
| Stade Roland-Garros               |                                       | Existant     | Tennis                                      | Tennis en fauteuil      |
| Parc des Princes                  |                                       | Existant     | Football                                    |                         |
| Stade Jean-Bouin                  |                                       | Existant     | Hockey sur gazon                            | Football à 5            |
| Stade Jean-Bouin                  | Football à 7                          | Existant     | Hockey sur gazon                            |                         |
| Dôme de Roland-Garros             | 48° 50′ 58″ N, 2° 15′ 00″ E           | À construire | Judo                                        | Judo                    |
| Dôme de Roland-Garros             | 48° 50′ 58″ N, 2° 15′ 00″ E           | À construire | Badminton                                   | Escrime en fauteuil     |
| Longchamps Bagatelle              |                                       | Existant     | Équitation                                  | Équitation              |
| Longchamps Bagatelle              | Pentathlon moderne                    | Existant     | cyclisme sur route                          |                         |
| Croix-Catelan                     |                                       | Existant     | Pentathlon moderne (tir, escrime, natation) |                         |
| Hippodrome d'Auteuil              |                                       | Existant     | Tir à l'arc                                 | Tir à l'arc             |
| Pavillon 7                        |                                       | Temporaire   | Escrime                                     |                         |
| Tour Eiffel                       |                                       | Existant     | Triathlon                                   |                         |
| Tour Eiffel                       | Marathon                              | Existant     |                                             |                         |
| Tour Eiffel                       | Cyclisme sur route (contre-la-montre) | Existant     |                                             |                         |
| Champ-de-Mars                     | Paris                                 | Temporaire   | Beach-volley                                |                         |
| Palais Omnisports de Paris-Bercy  |                                       | Existant     | Volley-ball                                 |                         |
| Base nautique de Vaires-sur-Marne | Vaires-sur-Marne                      | Existant     | Aviron / Canoë-kayak                        |                         |
| Vélodrome national                | Saint-Quentin-en-Yvelines             | À construire | Cyclisme sur piste                          | Cyclisme sur piste      |
| Parc                              | Saint-Quentin-en-Yvelines             | À construire | VTT                                         |                         |
| Parc                              | Saint-Quentin-en-Yvelines             | À construire | BMX                                         |                         |
| Château de Versailles             | Versailles                            | Existant     | Cyclisme sur route                          |                         |
| Centre de tir                     | Versailles                            | À construire | Tir                                         | Tir                     |
| Centre sportif                    | Colombes                              | À construire | Baseball / Softball                         |                         |
| Port des Minimes                  | La Rochelle                           | Existant     | Voile                                       | Voile                   |
| Stade Vélodrome                   | Marseille                             | Existant     | Football                                    |                         |
| Stade Gerland                     | Lyon                                  | Existant     | Football                                    |                         |
| Stade de la Beaujoire             | Nantes                                | Existant     | Football                                    |                         |
| Stade Bollaert                    | Lens                                  | Existant     | Football                                    |                         |

### Controverse
La candidature de Paris ne faisait pas tout à fait l'unanimité parmi les Parisiens ni les Français en général. Certains mouvements très minoritaires reprochaient, entre autres, aux Jeux olympiques la perte des valeurs d'entraide et de fair-play et, de ce fait, une incitation au dopage, ainsi que l'omniprésence des sponsors et de la sphère économique. De plus, de nombreuses personnes se sont exprimées sur les risques de gouffre financier d'une telle compétition (à l'instar d'Athènes). Un mouvement similaire, mais nettement plus important en nombre[réf. nécessaire], existe en Angleterre, lancé par des Londoniens contre la candidature de Londres.

### Anecdote
Le numéro de septembre 2005 de Timbres magazine présente deux projets de timbres-poste dessinés par Bruno Ghiringhelli et prévus par La Poste française si Paris avait été sélectionnée pour organiser les Jeux olympiques. Non émis, ils avaient pourtant déjà été imprimés à 4 millions d'exemplaires avant l'annonce de la sélection de Londres, le 6 juillet 2005 ; ils ont été détruits.

### Candidatures précédentes
- Paris a déjà obtenu les Jeux de 1900 et les Jeux de 1924.
- C'était la troisième fois que Paris tentait d'obtenir les Jeux olympiques (de même que Londres). 
  - En 1985, Barcelone lui a été préférée pour les Jeux de 1992 ; la France obtenant avec Albertville, l'organisation des Jeux d'hiver de 1992.
  - En 2001, c'est Pékin, archi-favorite, qui a été désignée pour les Jeux de 2008 ; Paris ne finissant que 3e derrière Toronto (Canada).

## Candidature de Madrid
La capitale de l'Espagne a un bon dossier, et sait bien organiser les compétitions sportives internationales (coupe du monde de Football en 1982, JO de 1992, championnats du monde d'athlétisme en 1999) mais les Jeux de Barcelone sont considérés comme trop récent pour permettre la victoire de Madrid. 

## Candidature de Moscou
La Russie ainsi que l'URSS n'a pas accueilli de grandes compétitions internationales dans son histoire excepté les Jeux olympiques en 1980, obscurcis par le boycott massif d'une cinquantaine de nations. Les sites olympiques sont répartis aux alentours de la Moskova. Mais le dossier souffre d'une insuffisance dans les transports et dans la capacité hôtelière.

## Candidature de New York
Le problème de la candidature de New York résida dans son projet de stade olympique, qui a terme devait être celui de la franchise de football américain des Jets. La franchise entre alors en négociation pour la construction d'un nouveau stade à Manhattan, le West Side Stadium (en), prévue sur le site de la gare de triage située sur le côté ouest de l'île, entre les 10e et 12e avenues et entre les 30e et 33e rues. Mais ce stade de 75 000 places (85 000 places pour les Jeux), mis en route sous l'impulsion de Woody Johnson, du président du comité de candidature Daniel Doctoroff et du maire Michael Bloomberg, est rejeté par une grande partie de la population et des politiques pour son coût qui dépasserait 1,4 milliard de dollars, voire 2 milliards, financé en partie par des fonds publics. La polémique grandit et ne désenfle pas, même durant la cruciale visite du Comité international olympique. Le financement nécessaire pour le stade est retoqué un mois avant le vote. Le CIO autorise le comité de candidature à choisir un autre projet de stade, qui prend pour substitution dans le Queens, le futur Citi Field pour les Mets. Finalement, New York est la seconde ville éliminée lors du scrutin pour l'organisation des olympiades. Plusieurs spécialistes et soutiens estiment que l'absence d'un projet abouti de stade a sérieusement affaibli les chances de la candidature new-yorkaise surtout face aux candidatures européennes,,,.

## Vote
Le choix du CIO s'est fait en quatre tours. Sur 116 membres du CIO, seuls 100 membres du CIO pouvaient participer au vote du premier tour — en effet les ressortissants nationaux dont une ville était en course (3 Américains, 3 Britanniques, 2 Espagnols, 3 Français, et 3 Russes) ne pouvaient pas prendre part au vote tant que leur ville n'était pas éliminée, en outre Jacques Rogge président du CIO ne prenait pas part au vote ainsi qu'Ivan Slavkov, un membre bulgare qui a été privé de ses droits, prérogatives et fonctions pour avoir reconnu que des votes pouvaient être achetés dans un reportage de la BBC.
La ville organisatrice des Jeux de la XXXe Olympiade a été désignée et dévoilée à 13h48, heure d'Europe centrale : il s'agit de Londres 2012, qui a battu Paris 2012 au dernier tour. Les villes de Moscou, puis New York, puis Madrid avaient été éliminées lors des tours précédents, selon les votes suivants :
| Résultats du choix de la ville candidate | Résultats du choix de la ville candidate | Résultats du choix de la ville candidate | Résultats du choix de la ville candidate | Résultats du choix de la ville candidate | Résultats du choix de la ville candidate | Résultats du choix de la ville candidate |
| Ville candidate                          | Pays                                     | 1er tour                                 | 2e tour                                  | 3e tour                                  | 4e tour                                  |                                          |
| ---------------------------------------- | ---------------------------------------- | ---------------------------------------- | ---------------------------------------- | ---------------------------------------- | ---------------------------------------- | ---------------------------------------- |
| Londres                                  | Royaume-Uni                              | 22                                       | 27                                       | 39                                       | 54                                       |                                          |
| Paris                                    | France                                   | 21                                       | 25                                       | 33                                       | 50                                       |                                          |
| Madrid                                   | Espagne                                  | 20                                       | 32                                       | 31                                       | -                                        |                                          |
| New York                                 | États-Unis                               | 19                                       | 16                                       | -                                        | -                                        |                                          |
| Moscou                                   | Russie                                   | 15                                       | -                                        | -                                        | -                                        |                                          |